# Prasocuris glabra
Prasocuris glabra es una especie de insecto coleóptero de la familia Chrysomelidae.
Fue descrita científicamente en 1783 por Herbst.